# Ptarmica impunctata
Ptarmica impunctata là một loài thực vật có hoa trong họ Cúc. Loài này được Nyman miêu tả khoa học đầu tiên.